# يشيلتبه (جليكخان)
يشيلتبه (بالتركية: Yeşiltepe)‏ هي قرية تتبع إداريّاً لمديرية جليكخان في محافظة أديامان التركية، بلغ عدد سكانها 420 نسمة في عام 2021.